# Кубок Шотландії з футболу 2003—2004
Кубок Шотландії з футболу 2003–2004 — 119-й розіграш кубкового футбольного турніру у Шотландії. Титул здобув Селтік.

## Календар
| Раунд        | Дата                                 | Матчі | Клуби   |
| ------------ | ------------------------------------ | ----- | ------- |
| Перший раунд | 22 листопада 2003, 29 листопада 2003 | 8+2   | 50 → 42 |
| Другий раунд | 20-27 грудня 2003, 27 грудня 2003    | 10+1  | 42 → 32 |
| 1/16 фіналу  | 10 січня 2004, 21 січня 2004         | 16+1  | 32 → 16 |
| 1/8 фіналу   | 7-24 лютого 2004                     | 8     | 16 → 8  |
| 1/4 фіналу   | 6-7 березня 2004, 18 березня 2004    | 4+1   | 8 → 4   |
| 1/2 фіналу   | 10-11 квітня 2004, 20 квітня 2004    | 2+1   | 4 → 2   |
| Фінал        | 22 травня 2004                       | 1     | 2 → 1   |

## 1/16 фіналу
| Команда 1                     | Рахунок | Команда 2            |
| ----------------------------- | ------- | -------------------- |
| 10 січня 2004                 |         |                      |
| Абердин                       | 0:0     | Данді                |
| Арброт (3)                    | 1:4     | Спартанс (5)         |
| Ейр Юнайтед (2)               | 1:2     | Фолкерк (2)          |
| Селтік                        | 2:0     | Росс Каунті (2)      |
| Клайд (2)                     | 3:0     | Гретна (4)           |
| Данфермлін Атлетік            | 3:1     | Данді Юнайтед        |
| Іст Файф (3)                  | 0:1     | Квін оф зе Саут (2)  |
| Гамільтон Академікал (3)      | 2:0     | Ковденбіт (4)        |
| Гарт оф Мідлотіан             | 2:0     | Бервік Рейнджерс (3) |
| Гіберніан                     | 0:2     | Рейнджерс            |
| Інвернесс Каледоніан Тісл (2) | 5:1     | Бріхін Сіті (2)      |
| Лівінгстон                    | 1:0     | Монтроз (4)          |
| Грінок Мортон (3)             | 0:3     | Партік Тісл          |
| Рейт Роверз (2)               | 1:3     | Кілмарнок            |
| Сент-Джонстон (2)             | 0:3     | Мотервелл            |
| Сент-Міррен (2)               | 2:0     | Ейрдрі Юнайтед (3)   |

Перегравання
| Команда 1     | Рахунок | Команда 2 |
| ------------- | ------- | --------- |
| 21 січня 2004 |         |           |
| Данді         | 2:3     | Абердин   |

## 1/8 фіналу
| Команда 1         | Рахунок | Команда 2                     |
| ----------------- | ------- | ----------------------------- |
| 7 лютого 2004     |         |                               |
| Фолкерк (2)       | 0:2     | Абердин                       |
| Мотервелл         | 3:2     | Квін оф зе Саут (2)           |
| Гарт оф Мідлотіан | 0:3     | Селтік                        |
| Партік Тісл       | 5:1     | Гамільтон Академікал (3)      |
| Сент-Міррен (2)   | 0:1     | Інвернесс Каледоніан Тісл (2) |
| 8 лютого 2004     |         |                               |
| Спартанс (5)      | 0:4     | Лівінгстон                    |
| Кілмарнок         | 0:2     | Рейнджерс                     |
| 23 лютого 2004    |         |                               |
| Клайд (2)         | 0:3     | Данфермлін Атлетік            |

## 1/4 фіналу
| Команда 1      | Рахунок | Команда 2                     |
| -------------- | ------- | ----------------------------- |
| 6 березня 2004 |         |                               |
| Абердин        | 1:1     | Лівінгстон                    |
| Мотервелл      | 0:1     | Інвернесс Каледоніан Тісл (2) |
| Партік Тісл    | 0:3     | Данфермлін Атлетік            |
| 7 березня 2004 |         |                               |
| Селтік         | 1:0     | Рейнджерс                     |

Перегравання
| Команда 1       | Рахунок | Команда 2 |
| --------------- | ------- | --------- |
| 18 березня 2004 |         |           |
| Лівінгстон      | 1:0     | Абердин   |

## 1/2 фіналу
| Команда 1                     | Рахунок | Команда 2          |
| ----------------------------- | ------- | ------------------ |
| 10 квітня 2004                |         |                    |
| Інвернесс Каледоніан Тісл (2) | 1:1     | Данфермлін Атлетік |
| 11 квітня 2004                |         |                    |
| Лівінгстон                    | 1:3     | Селтік             |

Перегравання
| Команда 1          | Рахунок | Команда 2                     |
| ------------------ | ------- | ----------------------------- |
| 20 квітня 2004     |         |                               |
| Данфермлін Атлетік | 3:2     | Інвернесс Каледоніан Тісл (2) |

## Фінал
| 22 травня 2004 |

| Данфермлін Атлетік | 1:3      | Селтік                      |
| ------------------ | -------- | --------------------------- |
| Скерла 40'         | Протокол | Ларссон 58', 71' Петров 84' |

| Гемпден-Парк, Глазго Глядачів: 50 846 Арбітр: Стюарт Доугал |